# Fayade Said
Fayade Said, conosciuto anche come Ander Roulette (Marsiglia, 1998), è un giocatore di football americano francese, che  gioca come defensive end per i Blue Stars de Marseille..
Dopo aver giocato per le giovanili e la prima squadra dei Blue Stars de Marseille, nel 2019 gioca prima per i Flash de La Courneuve e poi per i tedeschi Berlin Rebels. Nel 2020 il campionato tedesco è annullato a causa della pandemia di COVID-19, quindi Said si trasferisce per una stagione ai finlandesi Seinäjoki Crocodiles, per poi tornare ai Rebels nel 2021 e ai Blue Stars nel 2022. Dopo il termine del campionato francese 2022 torna in Finlandia per vestire la maglia dei Kuopio Steelers. Dal 2023 è nuovamente un giocatore del campionato francese, prima coi Dauphins de Nice poi di nuovo ai Blue Stars.

## Palmarès
- 1 Europeo (2018)
- 1 Vaahteramalja (Kuopio Steelers, 2022)